# Cargill

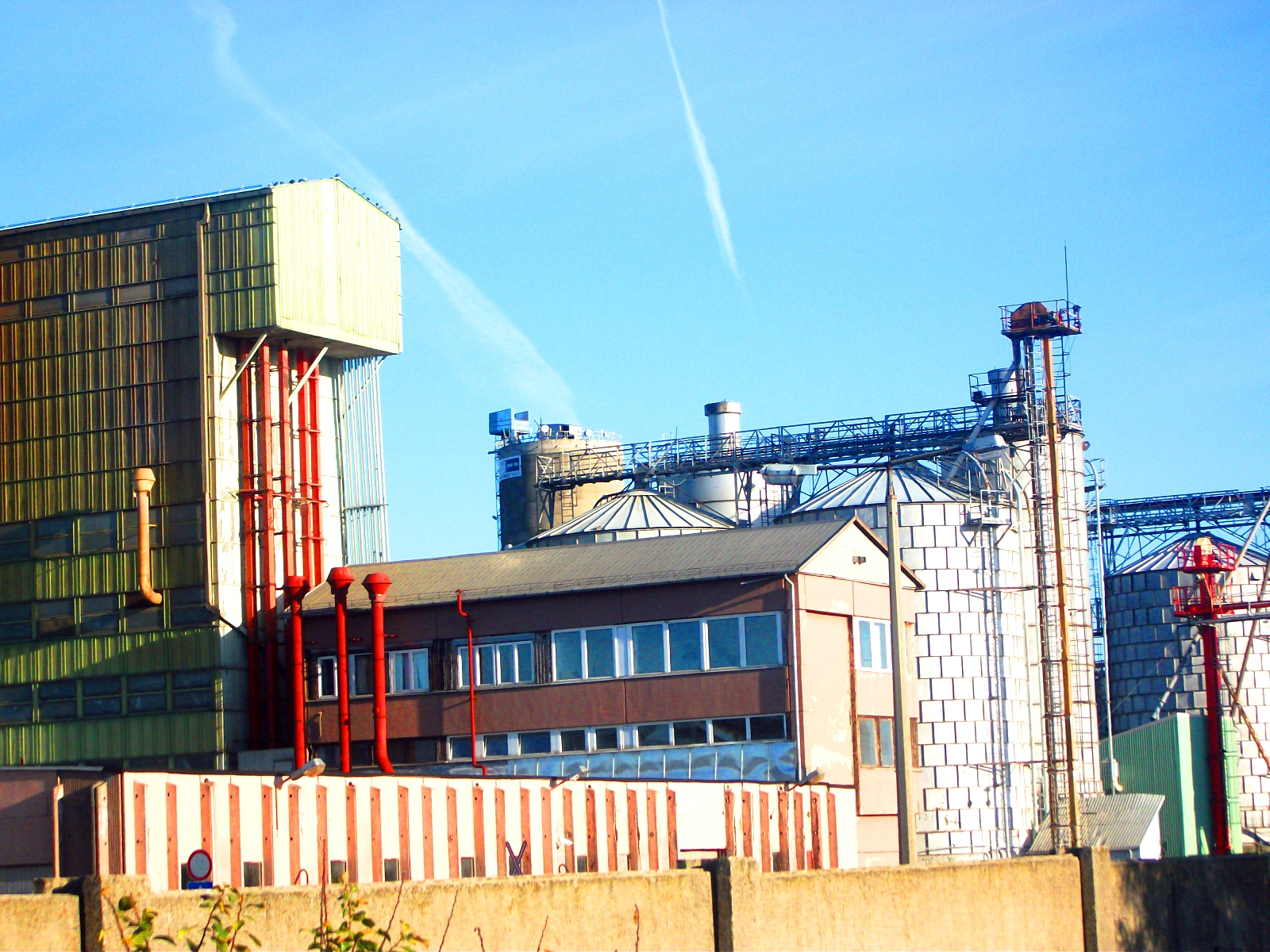
A Cargill egykori épületei Zichyújfaluban

A Cargill egy amerikai multinacionális vállalat. 1865-ben alapították. Székhelye Minnetonkában van. Magyarországon 1995 óta van jelen.

## Története
A Cargillt 1865-ben alapította William W. Cargill az Iowa állambeli Conoverben(en).
2011 novemberében a Cargill felvásárolta a Provimit 1,5 milliárd euró értékben.

## Cargill Magyarországon
Cargill Magyarországon 1995-ben jelent meg, amikor kisebbségi részesedést szerzett az Agrograin Kereskedelmi Rt.-ben. Rövid időn belül megjelent a takarmányozási üzletágban is a Cargill Magyarországon. 2011 májusában elkészült a Cargill új állati eledel gyára Karcagon.

A Cargill 2013. március 29-ével bezárta a takarmánygyárát Zichyújfaluban. A bezárással 50 ember veszítette el állását. Zichyújfalu község önkormányzata évi 20 millió forintnyi adótól esik el a takarmánygyár bezárásának köszönhetően. A gyár néhány évvel korábban a Provimi tulajdonában volt, előtte pedig Agrokomplex Central Soya Rt. néven működött csaknem 500 embert foglalkoztatva a világ egyik legnagyobb takarmányüzemeként.

## Fordítás
Ez a szócikk részben vagy egészben  a   Cargill című angol Wikipédia-szócikk ezen változatának fordításán alapul.  Az eredeti cikk szerkesztőit annak laptörténete sorolja fel. Ez a jelzés csupán a megfogalmazás eredetét és a szerzői jogokat jelzi, nem szolgál a cikkben szereplő információk forrásmegjelöléseként.